# Ndriçim Xhepa
Ndriçim Xhavit Xhepa (ur. 21 stycznia 1957 w Tiranie) – albański aktor.

## Życiorys
Urodził się w rodzinie aktorskiej. Jego rodzicami byli: aktorka filmowa Margarita Xhepa i aktor Teatru Lalkowego – Xhavit Xhepa. Po ukończeniu studiów na wydziale aktorskim Instytutu Sztuk w Tiranie, w 1979 rozpoczął pracę w Teatrze Ludowym (alb. Teatri Popullor).
W tym samym roku zadebiutował na dużym ekranie, rolą Bejto w obrazie Keshilltaret. Potem zagrał jeszcze w 17 filmach fabularnych. Na XI Festiwalu Filmu Albańskiego w 1998 otrzymał nagrodę za najlepszą rolę męską.
Należał do grona założycieli Demokratycznej Partii Albanii. W wyborach parlamentarnych 1996 zdobył mandat deputowanego do parlamentu.
Od 1988 pracuje na Wydziale Sztuk Scenicznych Akademii Sztuk w Tiranie. W 2017 przerwał karierę sceniczną z uwagi na ciężką chorobę<. Uhonorowany tytułem Zasłużonego Artysty (Artist i Merituar).
Jest żonaty (żona Bardha), ma syna Martina.

## Filmografia
- 1979: Keshilltaret jako Bejto
- 1981: Thesari jako Liman
- 1982: Njeriu i mirë jako Aleko Terpo
- 1982: Rruga e lirise jako Korab
- 1982: Shoket jako Genci
- 1985: Enveri ynë jako Bujar
- 1985: Hije, qe mbeten pas jako Fredi
- 1985: Te mos heshtesh jako Ardi
- 1986: Tri ditë nga një jetë jako Korrieri
- 1987: Telefoni i nje mengjësi jako Neritan
- 1988: Flutura ne kabinen time jako Tom Melgushi
- 1989: Kthimi i ushtrise se vdekur jako niemiecki generał
- 1990: Une e dua Eren jako Genci
- 1991: Enigma jako włoski lekarz
- 1994: Perdhunuesit jako Toni
- 1994: Loin des barbares jako Selman
- 1995: Plumbi prej plasteline jako ojciec
- 1998: Dasma e Sakos jako Alush bej
- 1998: Kaskadori shqiptar
- 2000: Porta Eva jako David
- 2004: I dashur armik jako Harun
- 2005: Zakładnik jako szef policji
- 2006: Eduart jako Raman, ojciec Eduarta
- 2007: Sekretet jako lekarz
- 2009: Kronike provinciale jako Zenel
- 2009: Lindje, perendim, lindje jako trener Ilo Zoto
- 2012: Në kërkim te kujt jako biznesmen Basri Neziri
- 2013: Ada jako Kurti
- 2014: Engjejt jane larg jako dowódca oddziału
- 2018: Delegacja jako działacz partyjny Spiro
- 2019: An Unforgettable Spring in a Forgotten Village jako kierownik szkoły